# Coupe du monde de natation FINA 2011
Navigation
Édition 2010 Édition 2012
L'édition 2011 de la Coupe du monde de natation FINA, la 22e, se dispute durant les mois d'octobre et novembre.
Les étapes programmées sur les continents  asiatique et européen sont au nombre de 7.
Cette édition est sponsorisée par l'équipementier français Arena.

## Étapes
| Dates             | Lieu      | Résultats |
| ----------------- | --------- | --------- |
| 7 au 8 octobre    | Dubaï     | [ 2 ]     |
| 15 au 16 octobre  | Stockholm | [ 3 ]     |
| 18 au 19 octobre  | Moscou    |           |
| 22 au 23 octobre  | Berlin    |           |
| 4 au 5 novembre   | Singapour |           |
| 8 au 9 novembre   | Pékin     |           |
| 12 au 13 novembre | Tokyo     |           |

## Notation Coupe du monde
À chacune des étapes du circuit 2011 de la Coupe du monde, la table de notation FINA est utilisée afin de classer l'ensemble des performances réalisées lors de la réunion sportive. Les 10 meilleurs nageurs et les 10 meilleurs nageuses se voient attribuer des points, selon le tableau ci-dessous. Par ailleurs, des points de bonus sont attribués pour un record du monde battu (20 points) ou égalé (10 points) et les points obtenus lors de l'étape japonaise sont doublés.
| Classement Points FINA | Points attribués Coupe du monde |
| ---------------------- | ------------------------------- |
| 1                      | 25                              |
| 2                      | 20                              |
| 3                      | 16                              |
| 4                      | 13                              |
| 5                      | 10                              |
| 6                      | 7                               |
| 7                      | 5                               |
| 8                      | 3                               |
| 9                      | 2                               |
| 10                     | 1                               |

## Classement

### Hommes
| Place | Nom             | Nationalité    | Points attribués | Points attribués | Points attribués | Points attribués | Points attribués | Points attribués | Points attribués | Total |
| Place | Nom             | Nationalité    | DUB              | STO              | MOS              | BER              | SIN              | PEK              | TOK              | Total |
| ----- | --------------- | -------------- | ---------------- | ---------------- | ---------------- | ---------------- | ---------------- | ---------------- | ---------------- | ----- |
| 1     | Chad le Clos    | Afrique du Sud | 25               | 16               | 20               | 25               | 25               | 25               | 40               | 176   |
| 2     | Hidemasa Sano   | Japon          | -                | 25               | 25               | 20               | -                | -                | 20               | 90    |
| 3     | Marco Koch      | Allemagne      | 20               | 5                | -                | 2                | 16               | 16               | 6                | 65    |
| 4     | Naoya Tomita    | Japon          | -                | 7                | 2                | -                | 20               | 13               | 10               | 52    |
| 5     | Takeshi Matsuda | Japon          | -                | -                | -                | -                | -                | -                | 50               | 50    |
| 6     | Michael Phelps  | États-Unis     | -                | -                | 16               | 16               | -                | -                | -                | 32    |
| 7     | Kazuya Kaneda   | Japon          | -                | -                | -                | -                | -                | -                | 32               | 32    |
| 8     | Daiya Seto      | Japon          | -                | 13               | -                | 5                | -                | -                | 14               | 32    |
| 9     | Kenneth To      | Australie      | -                | 20               | 10               | 1                | -                | -                | -                | 31    |
| 10    | Ryo Tateishi    | Australie      | -                | -                | -                | -                | -                | -                | 26               | 26    |

### Femmes
| Place | Nom               | Nationalité | Points attribués | Points attribués | Points attribués | Points attribués | Points attribués | Points attribués | Points attribués | Total |
| Place | Nom               | Nationalité | DUB              | STO              | MOS              | BER              | SIN              | PEK              | TOK              | Total |
| ----- | ----------------- | ----------- | ---------------- | ---------------- | ---------------- | ---------------- | ---------------- | ---------------- | ---------------- | ----- |
| 1     | Therese Alshammar | Suède       | -                | 16               | 16               | 13               | 25               | 25               | 50               | 145   |
| 2     | Melissa Franklin  | États-Unis  | -                | -                | 25               | 45               | -                | -                | -                | 70    |
| 3     | Choi Hye-ra       | Chine       | -                | 3                | 2                | -                | 16               | 7                | 32               | 60    |
| 4     | Blair Evans       | Australie   | -                | -                | -                | -                | 20               | 20               | 6                | 46    |
| 5     | Lu Ying           | Chine       | -                | 13               | 13               | -                | -                | 16               |                  | 42    |
| 6     | Allison Schmitt   | États-Unis  | -                | -                | 20               | 20               | -                | -                | -                | 40    |
| 7     | Aya Terakawa      | Japon       | -                | -                | -                | -                | -                | -                | 40               | 40    |
| 8     | Angie Bainbridge  | Australie   | -                | 20               | -                | 10               | -                | -                | -                | 30    |
| 9     | Daryna Zevina     | Ukraine     | 25               | -                | -                | 2                | -                | -                | -                | 27    |
| 10    | Haruka Ueda       | Japon       | -                | -                | -                | -                | -                | -                | 26               | 26    |

## Vainqueurs par épreuve

### 50mnage libre
| Étapes    | Hommes                         | Hommes  |                   | Femmes  | Femmes |
| Étapes    | Vainqueur                      | Temps   | Vainqueur         | Temps   |        |
| Dubaï     | Krisztian Takacs Jason Dunford | 21 s 78 | Marleen Veldhuis  | 24 s 14 |        |
| Stockholm | Stefan Nystrand                | 21 s 70 | Therese Alshammar | 23 s 80 |        |
| Moscou    | Brent Hayden                   | 21 s 65 | Therese Alshammar | 24 s 27 |        |
| Berlin    | Serguey Fesikov                | 21 s 45 | Therese Alshammar | 23 s 67 |        |
| Singapour | Lu Zhiwu                       | 21 s 56 | Therese Alshammar | 23 s 98 |        |
| Pékin     | Kyle Richardson                | 21 s 75 | Emma McKeon       | 24 s 15 |        |
| Tokyo     | Kenta Ito                      | 21 s 25 | Cate Campbell     | 23 s 93 |        |

### 100mnage libre
| Étapes    | Hommes           | Hommes  |                     | Femmes  | Femmes |
| Étapes    | Vainqueur        | Temps   | Vainqueur           | Temps   |        |
| Dubaï     | Jason Dunford    | 47 s 95 | Ranomi Kromowidjojo | 52 s 88 |        |
| Stockholm | Stefan Nystrand  | 47 s 08 | Sarah Sjöström      | 52 s 44 |        |
| Moscou    | Nikita Lobintsev | 47 s 32 | Melissa Franklin    | 52 s 80 |        |
| Berlin    | Brent Hayden     | 47 s 06 | Melissa Franklin    | 52 s 09 |        |
| Singapour | Cameron McEvoy   | 47 s 33 | Emma McKeon         | 52 s 41 |        |
| Pékin     | Kyle Richardson  | 47 s 38 | Emma McKeon         | 53 s 09 |        |
| Tokyo     | Kyle Richardson  | 47 s 31 | Cate Campbell       | 52 s 31 |        |

### 200mnage libre
| Étapes    | Hommes          | Hommes        |                  | Femmes           | Femmes |
| Étapes    | Vainqueur       | Temps         | Vainqueur        | Temps            |        |
| Dubaï     | Wong Kai Wai    | 1 min 46 s 70 | Wang Shijia      | 1 min 56 s 76    |        |
| Stockholm | Paul Biedermann | 1 min 43 s 44 | Sarah Sjöström   | 1 min 52 s 92    |        |
| Moscou    | Paul Biedermann | 1 min 43 s 15 | Melissa Franklin | 1 min 53 s 72    |        |
| Berlin    | Paul Biedermann | 1 min 42 s 42 | Allison Schmitt  | 1 min 52 s 08 RC |        |
| Singapour | Chad le Clos    | 1 min 43 s 80 | Blair Evans      | 1 min 55 s 48    |        |
| Pékin     | Chad le Clos    | 1 min 43 s 62 | Blair Evans      | 1 min 54 s 81    |        |
| Tokyo     | Chad le Clos    | 1 min 43 s 79 | Haruka Ueda      | 1 min 53 s 77    |        |

### 400mnage libre
| Étapes    | Hommes          | Hommes        |                  | Femmes        | Femmes |
| Étapes    | Vainqueur       | Temps         | Vainqueur        | Temps         |        |
| Dubaï     | Samuel Pizzetti | 3 min 45 s 45 | Petra Granlund   | 4 min 15 s 53 |        |
| Stockholm | Paul Biedermann | 3 min 43 s 45 | Angie Bainbridge | 4 min 3 s 02  |        |
| Moscou    | Paul Biedermann | 3 min 40 s 40 | Allison Schmitt  | 4 min 2 s 23  |        |
| Berlin    | Paul Biedermann | 3 min 41 s 19 | Allison Schmitt  | 3 min 59 s 71 |        |
| Singapour | David McKeon    | 3 min 42 s 82 | Blair Evans      | 4 min 1 s 15  |        |
| Pékin     | Robert Hurley   | 3 min 41 s 93 | Blair Evans      | 3 min 58 s 31 |        |
| Tokyo     | Robert Hurley   | 3 min 42 s 44 | Blair Evans      | 4 min 1 s 24  |        |

### 1 500m (homme) &800m(femme) nage libre
| Étapes    | Hommes            | Hommes         |                  | Femmes        | Femmes |
| Étapes    | Vainqueur         | Temps          | Vainqueur        | Temps         |        |
| Dubaï     | Samuel Pizzetti   | 14 min 56 s 85 | Spela Bohinc     | 8 min 45 s 43 |        |
| Stockholm | Pál Joensen       | 14 min 52 s    | Evelyn Verraszto | 8 min 20 s 78 |        |
| Moscou    | Stefan Sorak      | 15 min 4 s 07  | Elena Sokolova   | 8 min 21 s 82 |        |
| Berlin    | Sébastien Rouault | 14 min 48 s 31 | Lotte Friis      | 8 min 16 s 99 |        |
| Singapour | David McKeon      | 14 min 56 s 90 | Jessica Pengelly | 8 min 22 s 05 |        |
| Pékin     | Hao Yun           | 14 min 40 s 15 | Zhou Lili        | 8 min 18 s 79 |        |
| Tokyo     | Youhei Takiguchi  | 14 min 42 s 22 | Ren Luomeng      | 8 min 22 s 59 |        |

### 50mdos
| Étapes    | Hommes             | Hommes  |                 | Femmes  | Femmes |
| Étapes    | Vainqueur          | Temps   | Vainqueur       | Temps   |        |
| Dubaï     | Masafumi Yamaguchi | 24 s 17 | Miyuki Takemura | 27 s 12 |        |
| Stockholm | Flori Lang         | 24 s 17 | Rachel Goh      | 26 s 63 |        |
| Moscou    | Vitaly Borisov     | 24 s 22 | Rachel Goh      | 26 s 91 |        |
| Berlin    | Cheng Felyl        | 23 s 79 | Rachel Goh      | 26 s 80 |        |
| Singapour | Jérémy Stravius    | 23 s 76 | Rachel Goh      | 26 s 73 |        |
| Pékin     | Sun Xiaolei        | 23 s 34 | Zhao Jing       | 26 s 52 |        |
| Tokyo     | Junya Koga         | 24 s 02 | Aya Terakawa    | 26 s 44 |        |

### 100mdos
| Étapes    | Hommes             | Hommes  |                  | Femmes  | Femmes |
| Étapes    | Vainqueur          | Temps   | Vainqueur        | Temps   |        |
| Dubaï     | Masafumi Yamaguchi | 52 s 28 | Daryna Zevina    | 58 s 18 |        |
| Stockholm | Kenneth To         | 52 s 07 | Rachel Goh       | 57 s 55 |        |
| Moscou    | Cheng Felyl        | 52 s 14 | Melissa Franklin | 57 s 39 |        |
| Berlin    | Aschwin Wildeboer  | 50 s 23 | Melissa Franklin | 56 s 73 |        |
| Singapour | Jérémy Stravius    | 51 s 80 | Rachel Goh       | 57 s 30 |        |
| Pékin     | Sun Xiaolei        | 50 s 99 | Gao Chang        | 57 s 22 |        |
| Tokyo     | Junya Koga         | 51 s 21 | Aya Terakawa     | 56 s 28 |        |

### 200mdos
| Étapes    | Hommes         | Hommes        |                  | Femmes           | Femmes |
| Étapes    | Vainqueur      | Temps         | Vainqueur        | Temps            |        |
| Dubaï     | Chad le Clos   | 1 min 55 s 95 | Daryna Zevina    | 2 min 02 s 94    |        |
| Stockholm | Chad le Clos   | 1 min 54 s 33 | Belinda Hocking  | 2 min 05 s 76    |        |
| Moscou    | Michael Phelps | 1 min 53 s 24 | Melissa Franklin | 2 min 03 s 61    |        |
| Berlin    | Michael Phelps | 1 min 50 s 34 | Melissa Franklin | 2 min 00 s 03 RM |        |
| Singapour | Omar Pinzon    | 1 min 52 s 27 | Alexianne Castel | 2 min 04 s 85    |        |
| Pékin     | Omar Pinzon    | 1 min 50 s 46 | Melissa Ingram   | 2 min 03 s 00    |        |
| Tokyo     | Omar Pinzon    | 1 min 51 s 15 | Melissa Ingram   | 2 min 03 s 39    |        |

### 50mbrasse
| Étapes    | Hommes             | Hommes  |                     | Femmes  | Femmes |
| Étapes    | Vainqueur          | Temps   | Vainqueur           | Temps   |        |
| Dubaï     | Marco Koch         | 27 s 51 | Liu Xiaoyu          | 30 s 52 |        |
| Stockholm | Glenn Snyders      | 27 s 04 | Jennie Johansson    | 30 s 05 |        |
| Moscou    | Li Xiayan          | 26 s 87 | Valentina Artemyeva | 30 s 23 |        |
| Berlin    | Glenn Snyders      | 26 s 88 | Valentina Artemyeva | 30 s 04 |        |
| Singapour | Christian Sprenger | 26 s 67 | Leiston Pickett     | 30 s 29 |        |
| Pékin     | Christian Sprenger | 26 s 64 | Leiston Pickett     | 30 s 23 |        |
| Tokyo     | Christian Sprenger | 26 s 54 | Leiston Pickett     | 30 s 28 |        |

### 100mbrasse
| Étapes    | Hommes             | Hommes  |                     | Femmes        | Femmes |
| Étapes    | Vainqueur          | Temps   | Vainqueur           | Temps         |        |
| Dubaï     | Marco Koch         | 59 s 07 | Liu Xiaoyu          | 1 min 04 s 79 |        |
| Stockholm | Alexander Dale Oen | 58 s 30 | Jennie Johansson    | 1 min 05 s 27 |        |
| Moscou    | Naoya Tomita       | 58 s 81 | Valentina Artemyeva | 1 min 06 s 35 |        |
| Berlin    | Glenn Snyders      | 57 s 82 | Jennie Johansson    | 1 min 05 s 60 |        |
| Singapour | Christian Sprenger | 57 s 91 | Kim Hye-jin         | 1 min 05 s 78 |        |
| Pékin     | Christian Sprenger | 57 s 99 | Leiston Pickett     | 1 min 05 s 49 |        |
| Tokyo     | Ryo Tateishi       | 57 s 52 | Kim Hye-jin         | 1 min 05 s 37 |        |

### 200mbrasse
| Étapes    | Hommes       | Hommes        |                 | Femmes        | Femmes |
| Étapes    | Vainqueur    | Temps         | Vainqueur       | Temps         |        |
| Dubaï     | Marco Koch   | 2 min 04 s 97 | Fan Rong        | 2 min 22 s 58 |        |
| Stockholm | Naoya Tomita | 2 min 05 s 13 | Kim Hye-jin     | 2 min 22 s 41 |        |
| Moscou    | Naoya Tomita | 2 min 06 s 51 | Kanako Watanabe | 2 min 20 s 94 |        |
| Berlin    | Marco Koch   | 2 min 04 s 61 | Kanako Watanabe | 2 min 20 s 03 |        |
| Singapour | Naoya Tomita | 2 min 04 s 93 | Kanako Watanabe | 2 min 20 s 32 |        |
| Pékin     | Marco Koch   | 2 min 04 s 72 | Kanako Watanabe | 2 min 19 s 05 |        |
| Tokyo     | Ryo Tateishi | 2 min 03 s 49 | Rie Kaneto      | 2 min 19 s 72 |        |

### 50mpapillon
| Étapes    | Hommes        | Hommes  |                   | Femmes  | Femmes |
| Étapes    | Vainqueur     | Temps   | Vainqueur         | Temps   |        |
| Dubaï     | Jason Dunford | 23 s 33 | Marleen Veldhuis  | 26 s 02 |        |
| Stockholm | Geoff Huegill | 22 s 70 | Therese Alshammar | 25 s 23 |        |
| Moscou    | Geoff Huegill | 22 s 96 | Therese Alshammar | 25 s 06 |        |
| Berlin    | Geoff Huegill | 22 s 67 | Therese Alshammar | 25 s 18 |        |
| Singapour | Jason Dunford | 22 s 92 | Therese Alshammar | 25 s 01 |        |
| Pékin     | Shi Feng      | 23 s 47 | Therese Alshammar | 25 s 40 |        |
| Tokyo     | Ryo Takayasu  | 22 s 68 | Therese Alshammar | 25 s 35 |        |

### 100mpapillon
| Étapes    | Hommes             | Hommes  |                   | Femmes  | Femmes |
| Étapes    | Vainqueur          | Temps   | Vainqueur         | Temps   |        |
| Dubaï     | Chad le Clos       | 50 s 66 | Wang Junyao       | 58 s 05 |        |
| Stockholm | Tyler McGill       | 51 s 04 | Therese Alshammar | 55 s 99 |        |
| Moscou    | Evgeny Korotyshkin | 50 s 72 | Lu Ying           | 56 s 99 |        |
| Berlin    | Evgeny Korotyshkin | 50 s 04 | Therese Alshammar | 55 s 62 |        |
| Singapour | Chad le Clos       | 50 s 63 | Therese Alshammar | 56 s 03 |        |
| Pékin     | Chad le Clos       | 50 s 93 | Therese Alshammar | 55 s 76 |        |
| Tokyo     | Ryo Takayasu       | 50 s 52 | Therese Alshammar | 55 s 95 |        |

### 200mpapillon
| Étapes    | Hommes          | Hommes        |                | Femmes        | Femmes |
| Étapes    | Vainqueur       | Temps         | Vainqueur      | Temps         |        |
| Dubaï     | Chad le Clos    | 1 min 52 s 55 | Petra Granlund | 2 min 09 s 71 |        |
| Stockholm | Hidemasa Sano   | 1 min 51 s 33 | Gong Jie       | 2 min 03 s 91 |        |
| Moscou    | Hidemasa Sano   | 1 min 51 s 62 | Gong Jie       | 2 min 04 s 32 |        |
| Berlin    | Chad le Clos    | 1 min 50 s 15 | Choi Hye-ra    | 2 min 04 s 48 |        |
| Singapour | Chad le Clos    | 1 min 51 s 05 | Choi Hye-ra    | 2 min 04 s 11 |        |
| Pékin     | Chad le Clos    | 1 min 51 s 74 | Choi Hye-ra    | 2 min 03 s 65 |        |
| Tokyo     | Takeshi Matsuda | 1 min 49 s 50 | Choi Hye-ra    | 2 min 04 s 16 |        |

### 100m4 nages
| Étapes    | Hommes         | Hommes  |                   | Femmes        | Femmes |
| Étapes    | Vainqueur      | Temps   | Vainqueur         | Temps         |        |
| Dubaï     | Chad le Clos   | 53 s 48 | Sze Hang Yu       | 1 min 01 s 53 |        |
| Stockholm | Kenneth To     | 52 s 02 | Theresa Michalak  | 59 s 30       |        |
| Moscou    | Michael Phelps | 52 s 19 | Erica Morningstar | 1 min 00 s 57 |        |
| Berlin    | Michael Phelps | 51 s 65 | Francesca Halsall | 58 s 73       |        |
| Singapour | Chad le Clos   | 53 s 06 | Olivia Halicek    | 59 s 86       |        |
| Pékin     | Chad le Clos   | 52 s 89 | Jiao Liuyang      | 59 s 50       |        |
| Tokyo     | Takuro Fujii   | 52 s 78 | Zhao Jing         | 59 s 54       |        |

### 200m4 nages
| Étapes    | Hommes         | Hommes        |                   | Femmes        | Femmes |
| Étapes    | Vainqueur      | Temps         | Vainqueur         | Temps         |        |
| Dubaï     | Chad le Clos   | 1 min 55 s 14 | Izumi Kato        | 2 min 09 s 04 |        |
| Stockholm | Dalya Seto     | 1 min 54 s 65 | Erica Morningstar | 2 min 07 s 90 |        |
| Moscou    | Chad le Clos   | 1 min 55 s 26 | Erica Morningstar | 2 min 08 s 46 |        |
| Berlin    | Michael Phelps | 1 min 51 s 89 | Erica Morningstar | 2 min 06 s 97 |        |
| Singapour | Chad le Clos   | 1 min 54 s 06 | Choi Hye-ra       | 2 min 08 s 40 |        |
| Pékin     | Chad le Clos   | 1 min 55 s 04 | Choi Hye-ra       | 2 min 07 s 72 |        |
| Tokyo     | Kosuke Hagino  | 1 min 53 s 67 | Choi Hye-ra       | 2 min 07 s 23 |        |

### 400m4 nages
| Étapes    | Hommes         | Hommes        |                   | Femmes        | Femmes |
| Étapes    | Vainqueur      | Temps         | Vainqueur         | Temps         |        |
| Dubaï     | Chad le Clos   | 4 min 04 s 58 | Izumi Kato        | 4 min 34 s 52 |        |
| Stockholm | Chad le Clos   | 4 min 03 s 10 | Zsuzsanna Jakabos | 4 min 29 s 65 |        |
| Moscou    | Daiya Seto     | 4 min 07 s 16 | Izumi Kato        | 4 min 34 s 00 |        |
| Berlin    | Michael Phelps | 4 min 01 s 49 | Izumi Kato        | 4 min 31 s 93 |        |
| Singapour | Chad le Clos   | 4 min 04 s 16 | Miyu Otsuka       | 4 min 31 s 35 |        |
| Pékin     | Chad le Clos   | 4 min 07 s 35 | Zhou Min          | 4 min 30 s 66 |        |
| Tokyo     | Daiya Seto     | 4 min 02 s 44 | Miho Takahashi    | 4 min 29 s 98 |        |

## Légendes
- RC : record de la Coupe du monde FINA
- RE : record d'Europe
- RM : record du monde